# Fluxograma

Um fluxograma simples padrão ANSI mostrando como lidar com uma lâmpada que não funciona.

Fluxograma: é um tipo de diagrama, e pode ser entendido como uma representação esquemática de um processo ou algoritmo, muitas vezes feito através de gráficos que ilustram de forma descomplicada a transição de informações entre os elementos que o compõem, ou  seja, é a sequência operacional do desenvolvimento de um processo, o qual caracteriza: o trabalho que está sendo realizado, o tempo necessário para sua realização, a distância percorrida pelos documentos, quem está realizando o trabalho e como ele flui entre os participantes deste processo.
Os fluxogramas são muito utilizados em projetos de software para representar a lógica interna dos programas, mas podem também ser usados para desenhar processos de negócio e o workflow que envolve diversos atores corporativos no exercício de suas atribuições.
O diagrama de fluxo de dados (DFD) utiliza do fluxograma para modelagem e documentação de sistemas computacionais.
O termo fluxograma designa uma representação gráfica de um determinado processo ou fluxo de trabalho, efetuado geralmente com recurso a figuras geométricas normalizadas e as setas unindo essas figuras geométricas. Através desta representação gráfica é possível compreender de forma rápida e fácil a transição de informações ou documentos entre os elementos que participam no processo em causa.
O fluxograma pode ser definido também como o gráfico em que se representa o percurso ou caminho percorrido por certo elemento (por exemplo, um determinado documento), através dos vários departamentos da organização, bem como o tratamento que cada um vai lhe dando.
A existência de fluxogramas para cada um dos processos é fundamental para a simplificação e racionalização do trabalho, permitindo a compreensão e posterior otimização dos processos desenvolvidos em cada departamento ou área da organização.

## O que é um fluxograma?
O primeiro método estruturado para o fluxo de um processo, o fluxograma, foi introduzido por Frank Gilberth aos membros da American Society of Mechanical Engineers (ASME) em 1921 durante a apresentação intitulada “Process Charts – First Steps in Finding the One Best Way”. Após sua apresentação, a ferramenta passou a fazer parte do currículo do curso de engenharia industrial. No início dos anos 30, um engenheiro industrial chamado Allan H. Mogensen começou a capacitar alguns homens de negócio a utilizarem esta ferramenta.
Em 1944, um aluno de Mogenses, Art Spinager levou esta ferramenta para a Procter Gamble, difundindo seu uso em um dos seus programas de melhoria. Outro aluno, Bem S. Graham, diretor de Formcraft Engenharia, adaptou o fluxograma para que ele também informasse o fluxo de informação, desenvolvendo um fluxograma multi-fluxo, mostrando os vários documentos utilizados ao longo do processo e suas interações. Em 1947, a ASME adotou um conjunto de símbolos derivados do trabalho do Gilberth.
Já no universo dos programas de computadores, onde ficaram tão famosos, os fluxogramas chegaram em 1947. Goldstine e von Neumann utilizaram vários fluxogramas de programação em seu trabalho “Planning and coding of problems for an electronic computing instrument, Part II, Volume 1”. Foi no campo dos algoritmos de computadores que os fluxogramas atingiram seu apogeu.

## Como os fluxogramas vieram para melhoria de processos?
Para melhorarmos bastante os processos em nossas empresas, precisamos entender como ele funciona e se comporta atualmente. Precisamos também, compreender o fluxo do processo e como as etapas se relacionam entre si. Um método importante para realizar esta tarefa é o mapeamento de processo.
Porém, na década de 70 os fluxogramas começaram a perder sua popularidade, quando os terminais de computação interativos e as linguagens de programação de terceira geração começaram a substituir os fluxogramas. Por meio do código fonte nestas linguagens era possível expressar os algoritmos de maneira muito mais clara e concisa do que utilizando-se os fluxogramas. Expressar o algoritmo no próprio código-fonte permitia a equipe trabalhar separadamente, pois não havia mais erros de “tradução” do fluxograma para a linguagem de programação.
Apesar de terem sua popularidade diminuída no campo da computação, o fluxograma é ainda uma das melhores ferramentas para se mapear e medir um processo. O fluxograma é uma das ferramentas básicas de melhoria que fornece uma imagem visual de um processo que está sendo estudado. Esta imagem é feita por meio de uma representação gráfica de uma série de atividades que definem o processo e a sequência entre elas. Com a popularização das técnicas de melhoria de processos, como TQM, Lean e Six Sigma, e com a difusão das normas ISO de padronização de processos, o fluxograma continua mais atual que nunca.
O mapeamento de processo por meio do fluxograma é uma importante estratégia de diagnóstico para projetos de melhoria. Um bom fluxograma é fundamental para que a equipe consiga compreender como o processo funciona atualmente.

## Tipos de fluxogramação
De acordo com Chiavenato (2010), existem pelo menos, 3 tipos de fluxogramação: Fluxograma Vertical (ou Fluxograma padrão ASME), Fluxograma Horizontal (ou Fluxograma Padrão ANSI), e Fluxograma de blocos

### Fluxograma padrão ASME

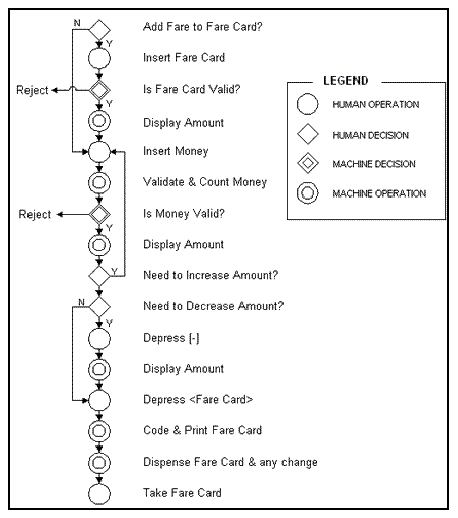
Um exemplo de Fluxograma padrão ASME.

O fluxograma padrão ASME (American Society of Mechanical Engineers), mais conhecido como Fluxograma Vertical ou ainda como diagrama de processo, foi o primeiro método estruturado para documentar o fluxo do processo. Em 1947, a ASME adotou um conjunto de símbolos derivado do trabalho original de Gilbreth como o "Padrão ASME: Gráficos de Processo de Operação e Fluxo". Eles podem ser encontrados em um relatório não publicado, intitulado "Planejamento e codificação de problemas para um instrumento de computação eletrônica, Parte II, Volume 1" (1947), que é reproduzido nas obras completas de John von Neumann.
Esse fluxograma é composto por colunas verticais onde estão disponíveis simbologias referentes aos tipos de processo, descrição e outras informações

### Fluxograma padrão ANSI
O Fluxograma funcional, também chamados de Fluxograma Padrão ANSI (American National Standards Insitute), é o mais conhecido deles. Ele teve seus padrões e símbolos establecidos na década de 1960. A Organização Internacional para Padronização (ISO) adotou os símbolos ANSI em 1970. O padrão atual, ISO 5807, foi revisado em 1985. Geralmente, fluxogramas fluem de cima para baixo e da esquerda para a direita.

### Fluxograma de blocos
O Fluxograma de blocos possui um design não tabulado. Ele é usado com o objetivo de representar a sequência de atividades por meio de blocos encadeados entre si. É normalmente utilizado para estudos analíticos dos processos.